# Heckler & Koch G36
Heckler & Koch G36 je jurišna puška kalibra 5.56mm, koju je početkom 1990-tih razvila njemačka tvrtka Heckler & Koch GmbH (HK) a u Bundeswehr je uvedena u operativnu uporabu 1995. kao zamjena za pušku G3 kalibra 7.62mm.

## Razvoj
Rad na nasljednici dokazane ali već islužene puške G3 traje u Njemačkoj od druge polovice 70-tih godina prošlog stoljeća. Taj trud je rezultirao inovativnom jurišnom puškom G11 kalibra 4.73mm (koju je zajednički razvila grupa tvrtki pod vodstvom HK), sa streljivom bez čahure (koje je dizajnirala tvrtka Dynamit Nobel). Predviđalo se da će ovo oružje naposljetku zamijeniti G3 i stoga je u HK obustavljen dalji razvoj serija oružja kalibra 5.56x45mm NATO. Zadovoljni s jurišnim puškama HK33 i G41, namijenjenima za izvoz, Heckler & Koch nije planirao dalji razvoj oružja s kalibrom 5.56mm. Međutim, projekt G11 je naglo prekinut kada je Bundeswehr odbio dizajn zbog smanjenja proračuna za obranu nakon ujedinjenja Njemačke i nakon što je 1991. HK kupila tvrtka British Aerospace's Royal Ordnance (danas znana kao BAE Systems).
Povećano zanimanje Njemačke za suvremenom službenom puškom koja bi koristila standardno NATO streljivo kalibra 5.56mm navelo je HK da njemačkim Oružanim snagama ponudi pušku G41, koja je također odbijena. Tada je od nule pokrenut razvoj suvremene jurišne puške kalibra 5.56mm, označen kao „Projekt 50“ odnosno HK50. Razvijeni prototip je potom testiran, te dobiva višu ocjenu od sustava AUG austrijskog rivala tvrtke Steyr. Puška HK50 je odabrana i prvotno je za potrebe Bundeswehra naručeno 33 000 komada pod oznakom Gewehr 36. Narudžba je uključivala i opciju za dodatnih 17 000 komada. Prvi komadi isporučeni su u drugoj polovini 1995. Bundeswehrovim Snagama za brze odgovore u sklopu NATO-a.
U srpnju 1998., obznanjeno je da je G36 izabrana za standardnu pušku španjolskih Oružanih snaga, zamjenjujući CETME Model L i LC puške. Prva isporuka je dostavljena potkraj 1999. G36 se također proizvodi u Španjolskoj pod licencom General Dynamics Santa Bárbara Sistemas u postrojenju FACOR (Fábrica de Armas de la Coruña).
G36 se proizvodi u tri osnovne verzije: G36 standardna verzija, G36K karabin i MG36 laka strojnica. Ove verzije se također proizvode i za izvoz (imaju pojednostavljen ciljnički sustav, te standardni NATO nastavak za bod), a prvobitne oznake G36E, G36KE i MG36E, su izmijenjene u G36V i G36KV (MG36 i MG36E više nisu u ponudi). Osim ovih modela, postoji i još jedna kraća verzija G36C.

## Opis
G36 je konvencionalnog oblika, s modularno oblikovanim dijelovima. Zajedničko svim varijantama iz obitelji G36 su: sklop kućišta i usadnika, nosač zatvarača sa zatvaračem i povratnim mehanizmom s vodilicom. Kućište još sadrži cijev, ručku za nošenje s integriranim ciljnicima, mehanizam za okidanje s pištoljskim rukohvatom, prednju oblogu i utor za spremnik.
G36 je automatska puška koja radi na principu posudbe barutnih plinova iz cijevi, koji kroz rupicu blizu usta cijevi ulaze u plinsku komoru odakle se potisak plinova prenosi do nosača zatvarača, omogućujući tako automatizam rada jer se zatvarač vraća u zadnji položaj, što je potrebno za ponovno opaljenje. Ovo oružje koristi samoregulirajući sustav plinskog klipa s kratkim trzajem koji je ublažen oprugom (ne postoji plinski ventil). Na zatvaraču se nalazi izvlakač čahura s oprugom i izbacivač čahura. Čahure se izbacuju kroz otvor na desnoj strani kućišta. Metalni deflektor sprječava čahure da pogode lijevoruke korisnike u lice. Na otvoru za izbacivanje nema poklopca već ga zatvara sam zatvarač kada je u prednjem položaju. Ovo oružje za opaljenje koristi mehanizam s udarnom iglom i okidač s izbornikom režima paljbe i integriranim, ručnim sigurnosnim mehanizmom koji sprječava slučajno opaljenje (ovo je poboljšani mehanizam za okidanje s puške G3). Izbornik režima paljbe je dvoličan, za dešnjake i ljevake, i nalazi se obje strane; režimi su označeni slovima: „S“ – ukočeno, „E“ – pojedinačno i „F“ – rafalno. Na nekim verzijama puške režimi su umjesto slovima označeni piktogramima. U ponudi je također i poluautomatska inačica puške, samo s pojedinačnim režimom vatre.
G36 koristi vlastite zakrivljene spremnike kapaciteta 30 metaka, koji su poredani cik-cak. Spremnici su izrađeni od jakog prozirnog polimera i mogu se, pomoću spojki na sebi, spajati jedan za drugi, što omogućava nošenje i do 5 spremnika zajedno na pušci, spremnih za brzu izmjenu. Ovi spremnici nisu kompatibilni sa standardnim NATO STANAG spremnicima kakve koristi puška M16. Međutim, G36 se može koristiti i s Beta C-Mag spremnicima (koje proizvodi Beta Company), koji su kapaciteta 100 metaka i namijenjeni su prvenstveno za uporabu na lakoj strojnici MG36. Nakon ispaljenja posljednjeg metka, zatvarač na pušci automatski ostaje u zadnjem položaju, a moguće je podesiti i da se to ne dogodi. Ručica za zapinjanje nalazi se na gornjem dijelu kućišta, ispod drške za nošenje, i postavljena je prema naprijed, paralelno s cijevi. Konstruirana je tako da se može saviti i u lijevu i u desnu stranu, ovisno je li korisnik ljevak ili dešnjak.
Standardna verzija G36 njemačke vojske je opremljena dualnim optičkim ciljnikom ZF 3x4° koji kombinira teleskopski ciljnik s uvećanjem 3x (s glavnom končanicom određenom za gađanje na 200m i oznakama kompenzacije pada zrna za 200, 400, 600 i 800m, te skalom određivanja daljine) i refleksivni („red dot“)ciljnik bez uvećanja (upucan na daljinu od 200m) koji je smješten iznad teleskopskog ciljnika. Refleksivni ciljnik za proiciranje crvene točke danju koristi svjetlost iz okoline, a noću i u uvjetima slabije vidljivosti napaja se iz baterije. Verzije za izvoz imaju optički ciljnik s uvećanjem 1,5x. Sve puške su prilagođene za korištenje Hensoldt NSA 80 noćnog ciljnika treće generacije, koji se postavlja na dršku za nošenje ispred kućišta optičkog ciljnika. Sustav optičkog ciljnika proizvodi Hensoldt AG (podružnica tvrtke Carl Zeiss AG).
Cijev G36 je slobododna i nevezana (nema doticaja s ručnom oblogom). Pričvršćena je za kućište posebnom vijčanom maticom, koja se može odvojiti ključem. Cijev je proizvedena koristeći proces hladnog kovanja (cold hammer forging) i sadrži kromiranu unutrašnjost sa šest žljebova, zakrivljenih u desno, koji daju jednu punu rotaciju zrnu svakih 178mm.
G36 ima na stranu sklopivi skeletni usadnik i odvojivi, sklopivi dvonožac, koji se sklapa u udubljenja na ručnoj oblozi. Oružje se može koristiti i sa sklopljenim usadnikom. Na donjoj strani usadnika se nalaze rupe u koje se tijekom čišćenja i održavanja mogu staviti utvrđivači.
Konstrukciju G36 dobrim dijelom čine laki sintetički materijali otporni na koroziju; kućište, usadnik, sklo za okidanje (uključujući i izbornik režima vatre i dijelove mehanizma za okidanje), utor za spremnik, ručna obloga i drška za nošenje su svi napravljeni od poliamida ojačanih ugljičnim vlaknima. Kućište ima integriranu čeličnu osovinu cijevi (s utorima za zabravljivanje) a pokretni dijelovi se kreću po čeličnim šinama ukalupljenima u kućište.
Na pušku se ispod cijevi može montirati 40mm bacač granata AG36 (Anbau-Granatwerfer).
Puška se može rastaviti rastaviti bez alata pomoću sustava utvrđivača sličnog onima korištenima na prijašnjim modelima HK. Prilikom čišćenja, G36 se rastavlja na sljedeće dijelove: kućište, povratni mehanizam, nosač zatvarača sa zatvaračem i sklop za okidanje.
Standardni komplet koji ide uz G36 uključuje: pričuvne spremnike, komplet za čišćenje i održavanje, uže, uređaj za brzo punjenje i bod s oštricom od AK-74 (koje su mahom zaostale iz zaliha vojske bivše Istočne Njemačke).

## Inačice
Laka strojnica MG36 ( MG – Maschinengewehr) se razlikuje od G36 po tome što ima ojačanu cijevu za povećanu izdržljivost i otpornost na pregrijavanje.
G36K (K – kurz ) karabin ima kraću cijev (sa skrivačem plamena otvorenog tipa) i kraću ručnu oblogu, koja uključuje i šinu na koju se mogu montirati taktički dodaci, kao što je UTL (Universal Tactical Light) halogena svjetiljka s pištolja UPS. Cijev karabina nema sposobnos ispaljenja tromblonske mine, niti se na njega može staviti bod. Ali moguće je staviti i koristiti bacač granata AG36. Verzije G36K koje su u uporabi u njemačkim specijalnim postrojbama opsrbljene su s C-MAG spremnicima kapaciteta 100 metaka.
G26C (C – compact) je produkt daljnjeg razvoja G36K. Ima još kraću cijev i kraći skrivač plamena od G36K. Skraćena dužina cijevi (288mm) primorala je dizajnere da pomaknu plinsku komoru bliže ustima cijevi i da skrate plinski klip. Ručna obloga i usadnik su također skraćeni, a drška za nošenje s (s integriranim ciljnicima) je zamijenjena integriranom Picatinny šinom MIL-STD-1913 (NATO STANAG 2324). Umjesto dualnog optičkog ciljnika koji se nalazi na G36 i G36K, G36C ima mehanički ciljnik. Skraćena ručna obloga ima šest spojnih točaka, od kojih se na jednu može spojiti prednji vertikalni rukohvat.
G36A2 je modernizirana verzija puške G36 koja se koristi u njemačkoj vojsci. G36A2 je opremljena lako odvojivim Zeiss RSA refleksivnim red dot ciljnikom montiranim na Picatinny šinu, koji je zamijenio originalni integrirani refleksivni ciljnik dualnog ciljničkog sustava. G36A2 također posjeduje novu prednju oblogu s tri Picatinny šine i rukohvatom s integriranim prekidačem za upravljanje Oerlikon Contraves LLM01 svjetlosno-laserskim modulom.
Na osnovi G36, Heckler & Koch je načinio poluautomatsku pušku SL8 i neautomatsku pušku („repetirku“) R8, namijenjene civilnom sportskom tržištu.

## Korisnici
AlbanijaOgraničeni broj G36C koristi se u specijalnim postrojbama.
 AustralijaAustralska federalna policija (G36C).
 BelgijaSpecijalni odred antwerpenske lokalne policije BBT (Bijzondere Bijstandsteam).
 BrazilBrazilska federalna policija (G36K).
 Crna Gora600 komada za potrebe Vojske Crne Gore.
 EstonijaManji broj na uporabi u specijalnim postrojbama.
 FilipiniMornarička grupa za specijalno ratovanje (G36C/G36K/G36KV), Bojna za lake odgovore i Pretsjedniča sigurnosna grupa (G36C/G36K).
 FinskaPostrojba za brze odgovore Finske granične garde.
 FrancuskaFrancuske specijalne postrojbe GIGN i RAID.
 GrčkaGrčka vojska je razmatrala G36 kao potencijalnu zamjenu za G3 čija se verzija pod licencom proizvodi u Grčko. narudžba je trebala sadržavat 112, 370 pušaka ali je njihova nabava odgođena.
 Gruzijaspecijalne postrojbe Gruzijske vojske, Pretsjednička garda.
 Hrvatska850 komada u specijalnim postrojbama vojske i policije.
 IndonezijaAntiteroristička postrojba Indonezijske kopnene vojske Sat-81 Gultor i Indonezijski marinski korpus Denjaka (G36C and G36K).
 Islandprotuteroristička jedinica Víkingasveitin Islandske nacionalne vojske.
 ItalijaTalijanski Gruppo di Intervento Speciale, postrojba za specijalne operacije Carabiniera, te specijalne postrojbe talijanskog ratnog zrakoplovstav, kao i kopnene vojske (Col Moschin).
 JordanKraljevske specijane snage i Jordanske snage za specijalne operacije obje koriste G36C.
 KanadaVictoria Police Department.
 LatvijaG36KV je standardna jurišna puška Latvijske vojske i Speciālo uzdevumu vienība (latvijskih specijalnih snaga).
 LitvaLitvanijska vojska je 2007. usvojila G36V i G36KV.
 Malezija11. protuteroristička pukovnija Malezijske vojske Gerak Khas, protuteroristička jedinica Kraljevske malezijske policije Pasukan Gerakan Khas(G36C) Malezijska obalna straža (G36E).
 Meksikosnage reda kao što su državna, federalna i vojna policija, te Meksička vojska. Vojska će 2009. biti dodijeljena sredstav za početak proizvodnje G36V.
 Nizozemskanekoliko policijski postrojbi.
 NorveškaKomandosi Norveške ratne mornarice Kystjegerkommandoen.
 NjemačkaStandardna puška njemačkog Bundeswehr-a (G36 ili G36A1, G36A2, G36K and G36C),  Bundespolizei-a (njemačke savezne policije) i SEK-a (tima za specijalne odgovore) državne policije.
 Poljskakoristi je poljska policija (G36C, G36K), specialna postrojba GROM (G36K, G36) i mornarička grupa za specijalno ratovanje FORMOZA (G36KV), Ured za zaštitu Vlade (G36K, G36KV and G36C), Unutarnja sigurnosna agencija (G36C) i Središnji ured za istrage (G36C).
 PortugalPortugalski marinski korpus, Portugalska narodna republikanska garda, Polícia Aérea (vojna policija Portugalskog ratnog zrakoplovstva) i NFOT (bivši RESCOM).
 RumunjskaG36KV koristi nekoliko specijalnih postrojbi policije i vojske, poput 1. bojne za specijalne operacije i borbenih ronioca.
 SingapurSingapurska postrojba STAR.
 SADbrojne policijske uprave i specijalne postrojbe policije (United States Pentagon Police, Baltimore Police Department, Los Angeles Police Department, the Milwaukie, Oregon Police Department, the Cobb County, Georgia Police Department, the Roanoke County, Virginia Police Department SWAT unit, the Jefferson Township, New Jersey Police Department, the Cinnaminson Township, New Jersey Police Department, the St. Louis Police Department, the University of California Police Department, LaGrange Township, Ohio's SWAT Team, i Utah Department of Corrections).
 SlovačkaG36KV i G36C u manjim količinama koristi jedinica za specijalne zadatke Slovačke policije Útvar Osobitného Určenia.
 SlovenijaU uporabi manja količina u protuterorističkoj jedinici policije Specialna Enota Policije.
 ŠpanjolskaPuškom G36E opremljene su sve grane Španjolskih oružanih snaga. 75,219 komada je nabavljeno od 1999. do 2005.; 60,000 pušaka u kopnenoj vojsci, 7,559 u ratnoj mornarici i 7,660 u ratnom zrakoplovstvu. Mornaričke G36-ice se razlikuju utoliko što imaju 3x optički ciljnik. Puške se proizvode u kooperaciji tvrtke Heckler & Koch iz Oberndorf am Neckara u njemačkoj i postrojenja General Dynamics Santa Bárbara Sistemas-a u A Coruñi, u Španjolskoj, po cijeni od €778.99 po pušci.
 ŠvedskaSpecijalne snage (SSG and SIG) i Nacionalne namjenske snage (Nationella insatsstyrkan, NI) (G36C).
 TajlandPostrojba SEAL Kraljevske tajske ratne mornarice, Izvidnička bojna Kraljevskih tajskih marinaca (G36C) i Specijalne snage Kraljevske tajske kopnene vojske (G36 and G36K)
 Ujedinjeno KraljevstvoSpecijalne postrojbe Ujedinjenog kraljevstva UKSF i neke postrojbe naoružane policije uključujući CO19.
 UrugvajPadobranska bojna 14 je naoružana s G36C, K, V i MG36.
Ujedinjeni NarodiSlužba za zaštitu i sigurnost (većinom G36K)